# 홍성열 (기업인)
홍성열(洪性烈)은 1980년대 패션유통 시장에 진출하여 1997년 대한민국 외환 위기 때 가산디지털단지역 역세권에 마리오아울렛을 설립한 기업인이다.